# Pas de faire-part pour Max
Pas de faire-part pour Max (Over My Dead Body) est une série télévisée américaine en un pilote de 90 minutes et dix épisodes de 45 minutes, créée par William Link dont les huit premiers épisodes ont été diffusés du 26 octobre au 21 décembre 1990 sur le réseau CBS. Les trois épisodes restants ont été diffusés en juin 1991.
En France, le téléfilm pilote a été diffusé le 6 avril 1991sur Antenne 2, et rediffusé le 3 avril 1992 sur France 2.
La suite de la série a été diffusée du 3 avril 1992 sur Antenne 2, et rediffusée le 20 août 1994 au 26 août 1994 sur France 2.

## Synopsis
Maxwell Beckett est un auteur de roman policier, qui fait équipe avec Nikki Page, une belle et ambitieuse journaliste pour résoudre des énigmes policières.

## Distribution
- Edward Woodward (VF : Jean-Claude Michel) : Maxwell Beckett
- Jessica Lundy : Nikki Page
- Jill Tracy : Wendy
- Rick Fitts (en) : Det. Ritter
- Peter Looney : Det. Mueller

## Épisodes
1. Pilot
2. No Ifs, Ands or Butlers
3. Dad and Buried
4. Obits and Pieces
5. If Looks Could Kill
6. Dead Air
7. A Passing Inspection
8. Carrie Christmas and a Nappie New Year
9. Naked Brunch
10. An Actor Prepares
11. Separation Is Murder